# إيف باري
إيف باري هو مدرب كرة قدم ولاعب كرة قدم بلجيكي في مركز الوسط، ولد في 28 أكتوبر 1938 في Wihogne ‏ في بلجيكا، وتوفي بنفس المكان في 31 مارس 2010 بسبب سرطان. شارك مع منتخب بلجيكا لكرة القدم. أما مع النوادي، فقد لعب مع بيرتشوت ونادي لييج.

## وصلات خارجية
- إيف باري على موقع الاتحاد البلجيكي (الإنجليزية)
- إيف باري على موقع قاعدة بيانات كرة القدم.إي يو (الإنجليزية)
- إيف باري على موقع ناشيونال فوتبول تيمز (الإنجليزية)